# La Chapelle-en-Serval
 La Chapelle-en-Serval  es una población y comuna francesa, en la región de Picardía, departamento de Oise, en el distrito de Senlis y cantón de Senlis.

## Demografía
| 848 | 896 | 812 | 1385 | 2185 | 2462 |
| Para los censos de 1962 a 1999 la población legal corresponde a la población sin duplicidades (Fuente: INSEE [Consultar]) |     |     |      |      |      |